# Stanislav Il'jučenko
Stanislav Il'jučenko (in russo Станислав Ильюченко?; Jašalta, 13 agosto 1990) è un calciatore russo, attaccante dei Suwon Bluewings.

## Carriera
Ha giocato tra la seconda e la quinta divisione tedesca e nella prima divisione sudcoreana.

## Palmarès

### Club

#### Competizioni nazionali
- 3. Liga: 1

Duisburg: 2016-2017